# Piano Man: The Very Best of Billy Joel
Piano Man: The Very Best of Billy Joel je kompilacijski album Billyja Joela, ki je izšel pri založbi Columbia Records, 15. novembra 2004, ponovno in skupaj z DVD-jem pa je izšel 10. julija 2006. Zgoščenka vsebuje 18 največjih Joelovih hitov, DVD pa vsebuje 10 videospotov.

## Seznam skladb
Vse skladbe je napisal Billy Joel.
| Št. | Naslov                                    | Originalni album                                                    | Dolžina |
| --- | ----------------------------------------- | ------------------------------------------------------------------- | ------- |
| 1.  | „Tell Her About It‟                       | An Innocent Man, 1983                                               | 3:50    |
| 2.  | „Uptown Girl‟                             | An Innocent Man                                                     | 3:15    |
| 3.  | „Piano Man‟ (radijska verzija)            | Piano Man, 1973                                                     | 4:34    |
| 4.  | „New York State of Mind‟                  | Turnstiles, 1976                                                    | 6:02    |
| 5.  | „The River of Dreams‟                     | River of Dreams, 1993                                               | 4:05    |
| 6.  | „It's Still Rock and Roll to Me‟          | Glass Houses, 1980                                                  | 2:55    |
| 7.  | „We Didn't Start the Fire‟                | Storm Front, 1989                                                   | 4:28    |
| 8.  | „Goodnight Saigon‟                        | The Nylon Curtain, 1982                                             | 7:01    |
| 9.  | „My Life‟ (radijska verzija)              | 52nd Street, 1978                                                   | 3:51    |
| 10. | „She's Always a Woman‟                    | The Stranger, 1977                                                  | 3:20    |
| 11. | „She's Got a Way‟ (v živo)                | Songs in the Attic, 1981; prvotno z albuma Cold Spring Harbor, 1971 | 2:59    |
| 12. | „Scenes from an Italian Restaurant‟       | The Stranger                                                        | 7:33    |
| 13. | „An Innocent Man‟                         | An Innocent Man                                                     | 5:18    |
| 14. | „Movin' Out (Anthony's Song)‟             | The Stranger                                                        | 3:29    |
| 15. | „Only the Good Die Young‟                 | The Stranger                                                        | 3:53    |
| 16. | „All About Soul‟ (radijska verzija)       | River of Dreams                                                     | 4:17    |
| 17. | „Honesty‟                                 | 52nd Street                                                         | 3:49    |
| 18. | „Just the Way You Are‟ (radijska verzija) | The Stranger                                                        | 3:20    |

### Avstralska verzija
| Št. | Naslov                              | Originalni album                                        | Dolžina |
| --- | ----------------------------------- | ------------------------------------------------------- | ------- |
| 1.  | „Tell Her About It‟                 | An Innocent Man                                         | 3:50    |
| 2.  | „Uptown Girl‟                       | An Innocent Man                                         | 3:15    |
| 3.  | „Don't Ask Me Why‟                  | Glass Houses                                            | 2:56    |
| 4.  | „Piano Man‟                         | Piano Man                                               | 4:34    |
| 5.  | „New York State of Mind‟            | Turnstiles                                              | 6:02    |
| 6.  | „The River of Dreams‟               | River of Dreams                                         | 4:05    |
| 7.  | „It's Still Rock and Roll to Me‟    | Glass Houses                                            | 2:55    |
| 8.  | „We Didn't Start the Fire‟          | Storm Front                                             | 4:29    |
| 9.  | „Goodnight Saigon‟                  | The Nylon Curtain                                       | 7:01    |
| 10. | „My Life‟ (radijska verzija)        | 52nd Street                                             | 3:51    |
| 11. | „She's Always a Woman‟              | The Stranger                                            | 3:20    |
| 12. | „She's Got a Way‟ (v živo)          | Songs in the Attic; prvotno z albuma Cold Spring Harbor | 2:59    |
| 13. | „Scandinavian Skies‟                | The Nylon Curtain                                       | 5:57    |
| 14. | „An Innocent Man‟                   | An Innocent Man                                         | 5:18    |
| 15. | „Movin' Out (Anthony's Song)‟       | The Stranger                                            | 3:29    |
| 16. | „Only the Good Die Young‟           | The Stranger                                            | 3:53    |
| 17. | „All About Soul‟ (radijska verzija) | River of Dreams                                         | 4:17    |
| 18. | „Honesty‟                           | 52nd Street                                             | 3:49    |
| 19. | „Just the Way You Are‟              | The Stranger                                            | 3:20    |

### DVD
1. »Tell Her About It«
2. »Uptown Girl«
3. »Sior Popel«
4. »Piano Man« (v živo)
5. »New York State of Mind« (v živo)
6. »The River of Dreams«
7. »It's Still Rock and Roll to Me«
8. »We Didn't Start the Fire«
9. »Goodnight Saigon« (v živo)
10. »My Life«
11. »All About Soul« (v živo)

## Lestvice
| Lestvica (2004)                       | Mesto |
| ------------------------------------- | ----- |
| German Albums Chart                   | 93    |
| Lestvica (2005)                       | Mesto |
| Japanese Top 30 Albums                | 17    |
| Japanese (International Albums Chart) | 5     |
| Lestvica (2006)                       | Mesto |
| Australian Top 50 Albums              | 14    |
| Austrian Top 75 Albums                | 15    |
| Irish Top 75 Albums                   | 1     |
| New Zealand Top 40 Albums             | 13    |
| Lestvica (2010)                       | Mesto |
| UK Albums Chart                       | 7     |

### Certifikati
| Regija                    | Certifikat   | Prodaja |
| ------------------------- | ------------ | ------- |
| Argentina (CAPIF)         | Zlat         | 20,000  |
| Avstralija (ARIA)         | 2x platinast | 140,000 |
| Irska (IRMA)              | 3x platinast | 45,000  |
| Japonska (RIAJ)           | Zlat         | 100,000 |
| Mehika (AMPROFON)         | Zlat         | 50,000  |
| Združeno kraljestvo (BPI) | 3x platinast | 900,000 |